# Evangelický hřbitov v Suchdole nad Odrou
Evangelický hřbitov v Suchdole nad Odrou se nachází v městysi Suchdol nad Odrou v sousedství evangelického kostela.
Hřbitov má rozlohu 3425 m2 je ve vlastnictví městyse Suchdol nad Odrou.
Hřbitov byl založen roku 1856; roku 1879 byl rozšířen. Hřbitovní brána byla zbudována dle návrhu Eduarda Würtemberga. V době meziválečné náležel Německé evangelické církvi, po 2. světové válce byl zkonfiskován státem.
Roku 2002 byl na hřbitově umístěn pomník bývalých německých občanů obce Suchdol a obětí všech válek.
V zadní části hřbitova se nachází velká klasicistní hrobka rodiny Schittenhelm. K významným osobnostem, které na hřbitově odpočívají patří evangelický senior Jan Szepessy, českobratrský farář a historik Gustav Adolf Říčan či senátor Heinrich Fritsch.